# Carlos Lage Dávila
Carlos Lage Davila född 15 oktober 1951, kubansk politiker och vice regeringschef, och medlem i Politbyrån för Kubas kommunistiska parti sedan 1991.